# Ernst Wilhelm Lotz
Pour les articles homonymes, voir Lotz.
Œuvres principales
Wolkenüberflaggt (1917)

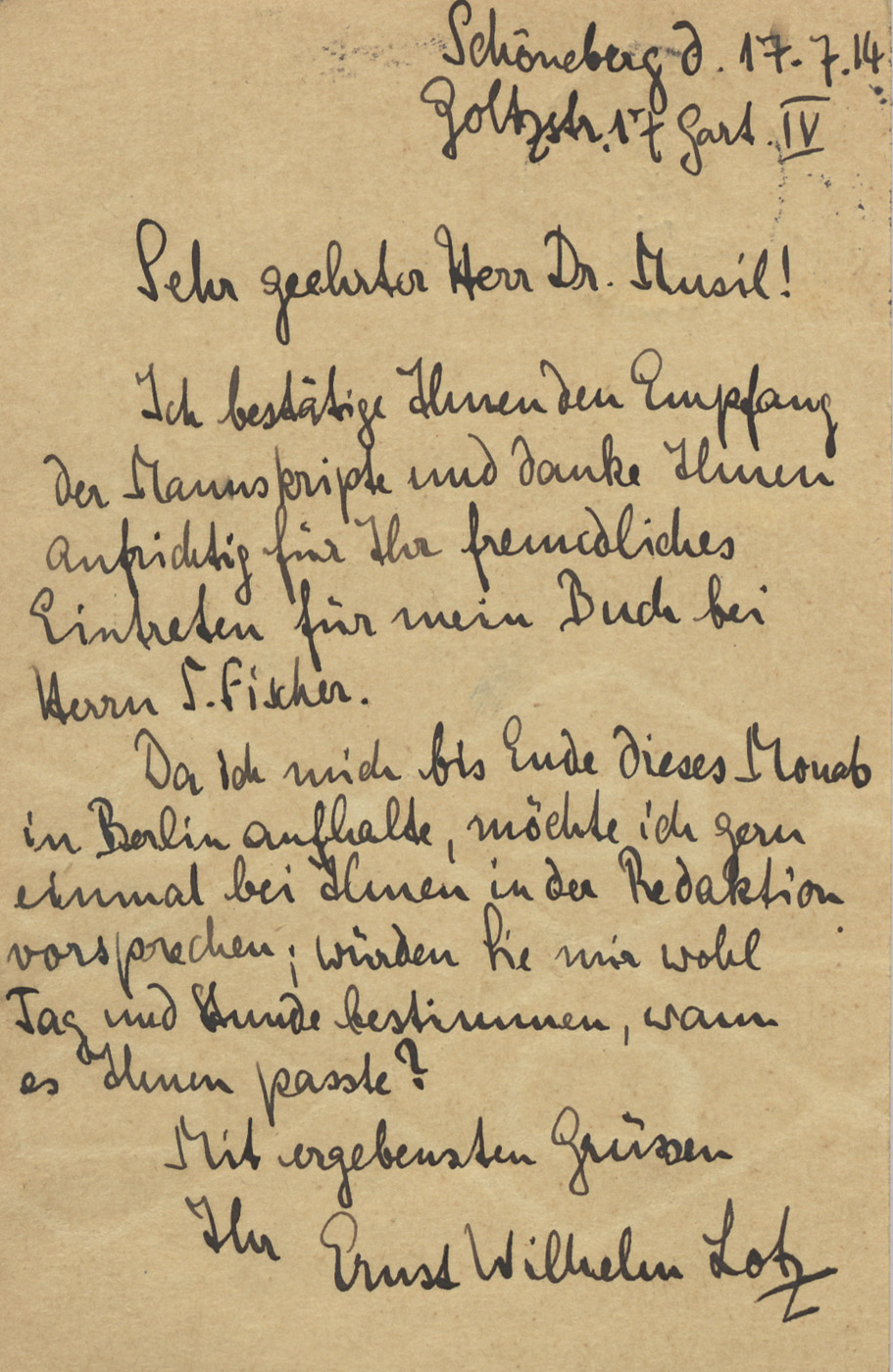

Ernst Wilhelm Lotz (6 février 1890 à Kulm, aujourd'hui Chełmno en Pologne - 26 septembre 1914 en France) est un poète représentant de l’expressionnisme littéraire allemand. Il meurt dans les combats sur l'Aisne, pendant la Première Guerre mondiale, en France.

## Biographie
Ernst Wilhelm Lotz naît et Kulm an der Weichsel. Fils d'un professeur qui enseigne dans une école militaire, il passe sa jeunesse à Wahlstatt, Karlsruhe et Plön. Il entre dans une école de cadets et devient officier avec le grade de lieutenant. Pourtant, après un an et demi, il quitte l'armée pour se consacrer à la littérature.
ami de Kurt Hiller et de Ludwig Meidner, il partage avec celui-ci un atelier appartement à Dresde.

## Œuvre
Lotz n'a presque rien publié de son vivant, en dehors de quelques poèmes, dans les revues Sturm et Die Neue Rundschau. peu avant que la guerre n'éclate, il prépare la publication d'un recueil de poésies, Wolkenüberflaggt. L'ouvrage paraîtra à titre posthume dans la collection Der jüngste Tag du Kurt Wolff Verlag.
La dernière poésie de ce recueil, Aufbruch der Jugend (« renouveau de la jeunesse ») compte parmi les poèmes emblématiques de l'expressionnisme, moins par la forme que pour son rythme, la force des sentiments exprimés et la force de composition des images.

## Varia
Le jeune Paul Hindemith a mis en musique deux poèmes de Lotz dans ses Drei Gesänge für Sopran und Großes Orchester op.9 de 1917, Meine Nächte sind heiser zerschrien... et Aufbruch der Jugend.

## Ouvrages
- 1917, Wolkenüberflaggt, poésies, Der jüngste Tag, Kurt Wolff Verlag

## Sources
- (de) Heinz Schöffler, Der jüngste Tag. Die Bücherei einer Epoche, Francfort, Verlag Heinrich Scheffler, 1970.
- (de) Hans J. Schütz, « Ein deutscher Dichter bin ich einst gewesen ». Vergessene und verkannte Autoren des 20. Jarhunderts, Munich, Verlag C. H. Beck, 1988.